# Bemerton Heath Harlequins F.C.
Câu lạc bộ bóng đá Bemerton Heath Harlequins là một câu lạc bộ bóng đá có trụ sở ở Bemerton, Salisbury, Anh. Đội hiện là thành viên của Southern League Division One South và thi đấu trên sân Western Way.

## Lịch sử
Câu lạc bộ được thành lập vào tháng 5 năm 1989 dưới sự hợp nhất của câu lạc bộ Wiltshire League Bemerton Athletic, câu lạc bộ cũ của Salisbury & Andover League là Moon and Bemerton Boys của Mid-Wilts League. Câu lạc bộ mới được chấp nhận tham gia giải đấu Wessex league cho mùa giải 1989-90. Mùa giải 1992-93, lần đầu tiên đội thi đấu ở Cúp FA, lọt vào vòng loại thứ ba. Mùa giải này cũng chứng kiến câu lạc bộ giành được Wiltshire Senior Cup, đánh bại Wollen Sports 3-1 trong trận chung kết, cũng như cán đích ở vị trí thứ ba tại Wessex League.
Sau khi vô địch Wessex League Cup mùa giải 2009-10, Bemerton là á quân của Wessex League 2010-11, cũng giành Senior Cup lần thứ ba sau chiến thắng 2-0 trước Bradford Town. Trong mùa giải tiếp theo chứng kiến đội cán đích với tư cách á quân giải đấu một lần nữa, cũng như giành chức vô địch Hampshire FA's Russell Cotes Cup, đánh bại Christchurch 2-0 trong trận chung kết.

## Sân vận động
Câu lạc bộ chơi tại sân Western Way. Sân có khán đài ngồi ở một bên sân và nhà câu lạc bộ với một số chỗ ngồi có mái che phía sau khung thành. Sân hiện có sức chứa 2.100, trong đó 250 chỗ ngồi và 350 chỗ ngồi. có mái che.

## Danh hiệu
- Wessex League
  - Vô địch League Cup 2009-10
- Russell Cotes Cup
  - Vô địch 2011-12
- Wiltshire Senior Cup
  - Vô địch 1992-93, 2010-11

## Kỉ lục
- Thành tích tốt nhất tại Cúp FA: Vòng loại thứ ba, 1992-93[3]
- Thành tích tốt nhất tại FA Vase: Vòng Năm, 1998-99, 2012-13[3]
- Kỉ lục số khán giả: 1.118 với Aldershot Town[1]
- Cầu thủ ra sân nhiều nhất: Keith Richardson[1]